# Luis Fernández de Córdoba y Arce
Luis Fernández de Córdoba y Arce (El Carpio, 1593 – Madrid, 1673) è stato un generale e navigatore spagnolo che, tra il maggio 1625 ed il dicembre 1629, ricoprì la carica di Governatore Reale del Cile.

## Biografia
Luis Fernandez de Cordoba y Arce fece la carriera militare all'interno della marina diventando generale della marina delle Filippine. Lo zio viceré del Perù, Diego Fernández de Córdoba, lo nominò generale della plaza e del presidio di El Collo, a quel tempo una delle principali basi navali sull'oceano Pacifico.
Quando il marchese di Guadalcázar seppe della morte del governatore del Cile, Pedro Osores de Ulloa, decise di sostituire il governatore temporaneo, Francisco de Alava and Nureña. Nureña era cognato del defunto Osores, designato dallo stesso Osores nelle ultime ore di vita. Per sostituirlo il viceré nominò come governatore ad interim il nipote Luis Fernández de Córdoba y Arce, sperando che approfittasse dell'occasione per mostrare le proprie doti militari nel corso della guerra di Arauco. La sua nomina fu in seguito confermata da re Filippo III di Spagna.
Al suo arrivo in Cile il governatore fu immediatamente coinvolto in situazioni urgenti riguardanti il toqui Mapuche Butapichún, il quale faceva frequenti scorribande in territorio spagnolo a nord del fiume Bío Bío. Per poterlo contenere il nuovo governatore divise i confini in due distretti; uno guidato dal Maestro de Campo Alonso de Cordova y Figueroa, e l'altro dal Sargento mayor Juan Fernandez Rebolledo. Ad ognuno di questi fornì una forza equipaggiata, oltre ad una forza mobile utilizzabile nell'inseguimento di Butapichún. Nonostante queste misure ed alcuni colpi di fortuna i Malón di Butapichún proseguirono i loro raid. Subì alcune sconfitte, la peggiore delle quali fu nella battaglia di Las Cangrejeras.
Suggerì anche al re, senza successo, di trasferire la Audiencia Reale del Cile da Santiago a Concepción.